# Sudbeni kotar Biograd
Sudbeni kotar Biograd bio je jedan od sudbenih kotara (njem. Gerichtsbezirk), koji su predstavljali manje upravno-teritorijalne jedinice nekadašnje Carevine Austrije u okvirima Austro-Ugarske monarhije. Zajedno sa sudbenim kotarima Pag, Rab i Zadar činio je veću upravno-teritorijalnu jedinicu politički kotar Zadar u sastavu austrijske krunske zemlje Dalmacije. Prostirao se je 1900. godine na 183,38 km.2 Sjedište sudbenog kotara bilo je u Biogradu, a službeno je iskazivan i na talijanskom jeziku pod imenom Zaravecchia.

## Stanovništvo
Godine 1900. u sudbenom je kotaru Biogradu živjelo 7.495 stanovnika popisanih kao lokalno civilno stanovništvo i "stranci" (stanovništvo iz drugih dijelova carstva - "nezavičajno" (njem. Staatsfremde) bez stalnog boravka u Dalmaciji, zatečeno na licu u vrijeme popisa, koje je u popisnim kolonama bilo vjerski, ali ne i jezično raspoređeno)), te kao vojničko stanovništvo. Izjašnjavanja u smislu narodnosne pripadnosti nije bilo, a hrvatski i srpski jezik iskazani su kao jedan jezik pod službenim imenom "srpsko-hrvatski jezik" (njem. serbo-kroatisch).
U odnosu na strukturu stanovništva ukupno je popisano 7.495 osoba ili 100% iz reda civilnog stanovništva, od toga lokalnog, "zemaljskog" iz Dalmacije 7.491 ili 99,94%, te "nezavičajnog" odn. iz drugih dijelova monarhije 4 osobe ili 0,05%. Vojničkoga stanovništva nije bilo.
| Sudbeni kotar Biograd | 7.495 | 7.465  | 30    | - | - | 7.449  | 28    | 14    | 4     | Sada je podijeljen između upravnih jedinica: grada Biograda na Moru i općina Pakoštane, Pašman, Sukošan, Sveti Filip i Jakov i Tkon (Zadarska županija). |
| %                     | 100%  | 99,59% | 0,40% | - | - | 99,38% | 0,37% | 0,18% | 0,05% | |

## Naselja
Sudbeni kotar Biograd koji je istodobno bio i općina sastojao se iz 13 naseljenih mjesta i njihovih dijelova - zaselaka (u zagradi je dat broj stanovnika s popisa od 31. prosinca 1900. godine):
| Banj (Bagno)                                    | 310   | 310   | -  | - | - | 310   | -  | -  | - | Banj (310) |                                                                |
| Biograd (Zaravecchia)                           | 1.044 | 1.016 | 28 | - | - | 1.009 | 17 | 14 | 4 | Biograd (Zaravecchia) (962), Brig (4), Bučina (16), Furlanija (3), Sveta Kate (Santa Caterina) (5), Varoš (45), Vrbica (9)      | Sada se iskazuje pod imenom Biograd na Moru.                   |
| Dobropoljana                                    | 243   | 243   | -  | - | - | 243   | -  | -  | - | Dobropoljana (243) |                                                                |
| Filipjakov ili Pilip Jakov (S. Filippo Giacomo) | 515   | 513   | 2  | - | - | 507   | 8  | -  | - | Filipjakov ili Pilip Jakov (S. Filippo Giacomo) (515)                                                                           | Sada se iskazuje pod imenom Sveti Filip i Jakov.               |
| Gorica                                          | 456   | 456   | -  | - | - | 453   | 3  | -  | - | Glavica (117), Gorica (336), Trstenik (3)                                                                                       | Sadrži podatke i za naselje Glavica.                           |
| Neviđane                                        | 563   | 563   | -  | - | - | 563   | -  | -  | - | Mrljane (111), Neviđane (452)                                                                                                   | Sadrži podatke i za naselje Mrljane.                           |
| Pakoštane                                       | 1.077 | 1.077 | -  | - | - | 1.077 | -  | -  | - | Drage (219), Pakoštane (858) | Sadrži podatke i za naselje Drage.                             |
| Pašman                                          | 876   | 876   | -  | - | - | 876   | -  | -  | - | Bačinići (100), Barotul (Baratolo) (106), Kraj (111), Manastir ili Namastir (14), Mišulić (52), Pašman (374), Pašman Mali (119) | Sadrži podatke i za naselje Kraj.                              |
| Raštane ili Raštani                             | 330   | 330   | -  | - | - | 330   | -  | -  | - | Izpod Drage (168), Raštane ili Raštani (136), Viterinci (26)                                                                    | U 1948. podijeljeno na naselja Donje Raštane i Gornje Raštane. |
| Tkon                                            | 635   | 635   | -  | - | - | 635   | -  | -  | - | Tkon (635) |                                                                |
| Turanj (Torrette)                               | 627   | 627   | -  | - | - | 627   | -  | -  | - | Babac (16), Krmčine (51), Sikovo (32), Turanj (Torrette) (528)                                                                  | Sadrži podatke i za naselja Sikovo i Sveti Petar na Moru.      |
| Vrgada                                          | 413   | 413   | -  | - | - | 413   | -  | -  | - | Luka (62), Vrgada (351) |                                                                |
| Ždrelac                                         | 406   | 406   | -  | - | - | 406   | -  | -  | - | Rubičini (40), Sokotini (48), Ždrelac (318)                                                                                     |                                                                |